# Хламидомонадовые (порядок)
Хламидомона́довые (лат. Chlamydomonadáles), или во́львоксовые (лат. Volvocáles), — порядок зелёных водорослей из класса хлорофициевых. Насчитывают свыше 2000 видов в 26 семействах.

## Строение
К порядку хламидомонадовых относят водоросли, у которых базальные тела жгутиков у зооспор сдвинуты по часовой стрелке. Как правило, обладают талломами монадного, пальмеллоидого или коккоидного строения; у небольшого числа представителей таллом дифференцируется в нитчатый (Pleurastrum) или сифональный (Protosiphon).
Среди жгутиковых групп распространены колониальные формы с постоянством клеточного состава — ценобии. Число клеток в составе таких ценобиев определяется как целочисленная степень 2: кластеры из 4 клеток в семействе тетрабеновых (Tetrabaenaceae), сферические, плоские или чашевидные колонии из 8—128 клеток в семействе гониевых (Goniaceae), сферические, реже плоские колонии вольвоксовых (Volvocaceae). Для рода Volvox характерны особенно крупные колонии (29—215 клеток), причём клетки в их составе подразделяются на соматические и зародышевые.

## Классификация
Современное понимание объёма порядка хламидомонадовых было предложено в 1996 году Такеши Накаямой с соавторами на основе нуклеотидных последовательностей 18S рРНК, в результате анализа которых было обосновано объединение зелёных водорослей со сдвигом базальных тел жгутиков по часовой стрелке. По итогам этого пересмотра к порядку, ранее объединявшему преимущественно монад с клеточной стенкой, отнесли в том числе представителей с неподвижными вегетативными стадиями (включая порядок хлорококковых в узком смысле), а также монад без клеточной стенки, таких как дуналиелла, и жгутиковые ценобии, такие как гониум и вольвокс.

### Семейства
Согласно базе данных AlgaeBase, порядок охватывает следующие семейства:
- Actinochloridaceae Korshikov — 14 видов
- Asteromonadaceae Péterfi — 9 видов
- Carteriaceae Pascher — 4 видов
- Characiochloridaceae Skuja — 19 видов
- Characiosiphonaceae Iyengar — 2 вида
- Chlamydomonadaceae F.Stein — 1152 вида
- Chlorangiellaceae Fott — 50 видов
- Chlorochytriaceae Setchell & N.L.Gardner — 13 видов
- Chlorococcaceae Blackman & Tansley — 193 вида
- Chlorosarcinaceae Bourrelly ex Groover & Bold — 45 видов
- Dunaliellaceae T.A.Christensen — 76 видов
- Goniaceae Pascher — 15 видов
- Haematococcaceae G.M.Smith — 61 вид
- Hypnomonadaceae Korshikov — 3 вида
- Palmellaceae Decaisne — 18 видов
- Palmellopsidaceae Korshikov — 45 видов
- Phacotaceae Francé — 100 видов
- Pleurastraceae K.R.Mattox & K.D.Stewart — 8 видов
- Protosiphonaceae Blackman & Tansley — 7 видов
- Sphaerocystidaceae Fott ex P.M.Tsarenko — 14 видов
- Sphaerodictyaceae C.-C.Jao — 4 вида
- Spondylomoraceae Korshikov — 17 видов
- Tetrabaenaceae H.Nozaki & M.Ito — 2 вида
- Tetrasporaceae Wittrock — 48 видов
- Volvocaceae Ehrenberg — 76 видов
- Wislouchiaceae Molinari & Guiry — 2 вида